# 北京市公安局通州分局
39°54′31″N 116°39′13″E / 39.9087°N 116.65371°E
北京市公安局通州分局是负责辖区内公共安全的北京市通州区人民政府组成部门，接受通州区人民政府和北京市公安局的双重领导。

## 机构设置
通州分局设置以下机构：
- 指挥处：负责指挥调度、情况综合、信息处理、文秘、机要、保密、档案、信访、史研等工作。
- 政治处：负责党务、干部考核、人事、福利、奖励、目标管理、教育训练、宣传、工会、青年、老干部管理工作。
- 纪委：负责纪检、监察、督察、审计工作。
- 警务保障处：负责装备财务和后勤保障工作。
- 法制支队：负责审核刑事案件、劳动教养案件、收容案件；承办行政复议、应诉、国家赔偿案件；起草、审核本单位执法规范性文件；负责执法监督检查。
- 警务支援支队：负责公安科技、计算机通信管理、公共信息网络安全和安全技术防范工作。
- 刑侦支队：负责侦查刑事案件。
- 治安支队：负责掌握辖区治安情况，组织区域性重大治安管理行动和治安保卫工作；负责对大型社会活动、特种行业、文化市场和危险物品进行治安管理，组织禁放烟花爆竹，限制养犬等重点治安管理工作；组织实施对饭店、旅游业的治安管理保卫工作；依法查处违反治安管理行为，处置治安事件，查处审理治安案件；调查审理重大责任事故案件；负责组织收容工作。
- 反特巡支队：负责"110"处警、巡察执法和防暴工作。
- 内保支队：负责指导、监督、检查辖区内主管单位的内部治安保卫工作。
- 人口基层支队：负责审核户口，管理居民身份证、暂住证、边境证；负责管理常住人口和外来人口；负责出入境管理和外事治安工作。
- 监管支队：负责看守管教在押人员。
- 公安派出所：是分局驻基层社区的派出机关，主要负责社区治安管理、安全防范和户政管理。